# تآصل الكربون

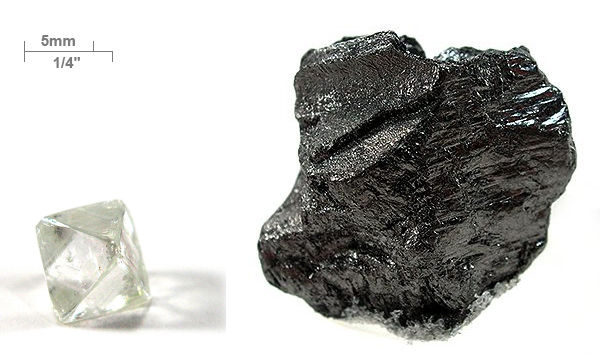
مثال واضح على تآصل الكربون في مادتي الغرافيت والألماس

تآصل الكربون هي الأشكال أو الصور التي يستطيع الكربون التشكل فيها عند تغير بنيته البلورية. ونعرف للكربون صورا عديدة ومن ضمنها الماس والجرافيت. وفي العقود الأخيرة فقد وجدت له العديد من الصور الأخرى، وتجرى عليها أبحاث كثيرة .
أظهرت البحوث أشكالا كروية للكربون المتبلور مثل فوليرين وبوكمينستر فوليرين، وأشكالا مسطحة مثل غرافيت. كما تشمل بنايات الكربون الأنابيب النانونية، والعصيان النانونية. ويظهر الكربون في صور أخرى في درجات الحرارة العالية وتحت ضغط شديد.

## اقرأ أيضا
- أنابيب نانوية كربونية
- تآصل